# James F. Hastings

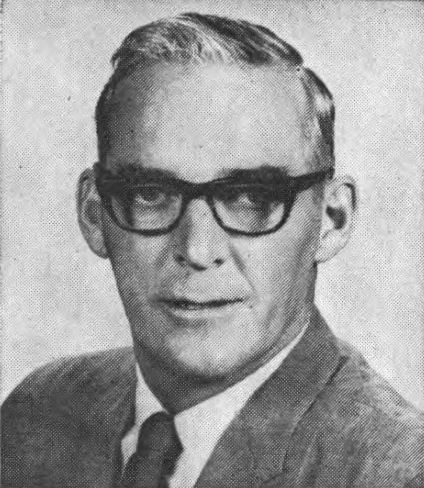
James F. Hastings (1973)

 James Fred Hastings (* 10. April 1926 in Olean, Cattaraugus County, New York; † 24. Oktober 2014 in Allegany, New York) war ein US-amerikanischer Politiker. Zwischen 1969 und 1976 vertrat er den Bundesstaat New York im US-Repräsentantenhaus.

## Werdegang
Zwischen 1943 und 1946 diente James Hastings während des Zweiten Weltkrieges im Fliegerkorps der US Navy. Zwischen 1952 und 1966 war er Manager und Vizepräsident des Radiosenders WHDL. Von 1964 bis 1966 war er auch Werbemanager der Zeitung The Times Herald. Außerdem arbeitete er in der Immobilien- und Versicherungsbranche. Politisch schloss er sich der Republikanischen Partei an. Er saß zehn Jahre lang im Stadtrat von Allegany. Dort war er zwischenzeitlich auch als Polizeirichter (Police Justice) tätig. Zwischen 1963 und 1965 gehörte er der New York State Assembly an, von 1966 bis 1968 dem Staatssenat. In den Jahren 1968 und 1972 nahm er als Delegierter an den Republican National Conventions teil, auf denen jeweils Richard Nixon als Präsidentschaftskandidat nominiert wurde.
Bei den Kongresswahlen des Jahres 1968 wurde Hastings im 38. Wahlbezirk von New York in das US-Repräsentantenhaus in Washington, D.C. gewählt, wo er am 3. Januar 1969 sein neues Mandat antrat. Nach drei Wiederwahlen konnte er bis zu seinem Rücktritt am 20. Januar 1976 im Kongress verbleiben. Seit 1973 vertrat er dort den 39. Distrikt seines Staates. In seine Zeit als Kongressabgeordneter fielen unter anderem der Vietnamkrieg und die Watergate-Affäre. Sein Rücktritt erfolgte, nachdem er wegen Bestechung und Betrugs zu 14 Monaten Gefängnis verurteilt worden war.
James Hastings war dann Präsident der in Albany ansässigen Firma Associated Industries of New York State, Inc.